# Güttingen
Güttingen is een gemeente en plaats in het Zwitserse kanton Thurgau, en maakt deel uit van het district Kreuzlingen.
Güttingen telt 1357 inwoners.